# Bernold von Konstanz
Bernold von Konstanz, auch: Bernold von St. Blasien oder Bernoldus Constantiensis, (* um 1050; † 16. September 1100 im Kloster Allerheiligen, Schaffhausen) war Benediktiner und ein bedeutender hochmittelalterlicher Geschichtsschreiber.

## Leben
Bernold wurde an der Konstanzer Domschule von Bernhard von Konstanz erzogen. 1079 nahm er an der römischen Fastensynode teil und empfing 1084 durch den damaligen Kardinal Otto von Ostia, dem späteren Papst Urban II. (1088–1099) die Priesterweihe in Konstanz.
Bekannt wurde Bernold, der 1086 als Benediktiner in das Kloster St. Blasien ausweichen musste und seine letzten Lebensjahre im Schaffhauser Kloster Allerheiligen verbrachte, durch seine frühscholastisch-kanonistischen Schriften, unter anderem gegen Nikolaiten und Simonisten und über die Hierarchie der kirchlichen Rechtsquellen. Das bekannteste Werk Bernolds ist seine Weltchronik von der Schöpfung bis zum Jahr 1100, eine wichtige (und autograph überlieferte) Quelle für den deutschen Südwesten zur Zeit des Investiturstreits (1075–1122). Auch verfasste der den Micrologus de ecclesiasticis observationibus, in dem er Elemente der zeitgenössischen Liturgie beschrieb (entstanden zwischen 1086 und 1090).
Die Gregorianischen Reformen hatten einen ihrer bedeutendsten Anhänger in Bernold von Konstanz.

## Editionen
- Bernoldi Chronicon, ed. Georg Heinrich Pertz in: Georg Heinrich Pertz u. a. (Hrsg.): Scriptores (in Folio) 5: Annales et chronica aevi Salici. Hannover 1844, S. 385–467 (Monumenta Germaniae Historica, Digitalisat)
- Micrologus, ed. in PL 151, 979–1016 Digitalisat
- Libelli, ed. Friedrich Thaner in: Libelli de lite imperatorum et pontificum saeculis XI. et XII. conscripti. Teil 2. Herausgegeben von Ernst Dümmler, Friedrich Thaner, Ernst Sackur u. a. Hannover 1892, S. 1–168 (Monumenta Germaniae Historica, Digitalisat)
- Doris Stöckly, Detlev Jasper (Hrsg.): De excommunicatis vitandis, de reconciliatione lapsorum et de fontibus iuris ecclesiastici (Libellus X) (= MGH. Fontes iuris. Band 15). Hahn, Hannover 2000, ISBN 3-7752-5425-0 (Online).
- Ian Stuart Robinson (Hrsg.): Bertholds und Bernolds Chroniken (= Ausgewählte Quellen zur deutschen Geschichte des Mittelalters; Freiherr vom Stein-Gedächtnisausgabe. Bd. 14). Lateinisch und deutsch. Übersetzt von Helga Robinson-Hammerstein, Wissenschaftliche Buchgesellschaft, Darmstadt 2002, ISBN 3-534-01428-6. Enthält unter anderem: Ian Stuart Robinson: Die Bertholdchronik: Einleitung, S. 1–10; Bertholdchronik (Erste Fassung), S. 19–33; Bertholdchronik (Zweite Fassung), S. 35–277. (Rezension)
- Ian Stuart Robinson (Hrsg.): Die Chroniken Bertholds von Reichenau und Bernolds von Konstanz 1054–1100. (= Monumenta Germaniae Historica. Scriptores Rerum Germanicarum. Nova Series. Bd. XIV). Hahn, Hannover 2003, ISBN 3-7752-0214-5 (Digitalisat)
- De vitanda excommunicatorum communione. In: Oliver Münsch: Neues zu Bernold von Konstanz. In: Zeitschrift der Savigny-Stiftung für Rechtsgeschichte, kanonistische Abteilung. Band 123, 2006, S. 207–223, hier: S. 218–223 (Fachbesprechung)